# Tim Gerresheim
Tim Gerresheim   (Berlín, 24 de febrer de 1939) és un tirador d'esgrima alemany, ja retirat, especialista en floret, que va competir durant les dècades de 1950 i 1960.
Durant la seva carrera esportiva va prendre part en tres edicions dels Jocs Olímpics d'Estiu, el 1960, 1964 i 1968. El millor resultat el va obtenir el 1960, a Roma, on va guanyar la medalla de bronze en la prova del floret per equips del programa d'esgrima. El 1964, als Jocs de Tòquio, fou cinquè en la prova del floret per equips i sisè en la del floret individual. El 1968, a Ciutat de Mèxic, fou sisè en la prova del floret per equips.
En el seu palmarès també destaca una medalla de plata al Campionat del Món d'esgrima de 1959, així com dos campionats alemanys individuals de floret, el 1959 i 1962.